# Asplenium bechereri
Asplenium bechereri är en svartbräkenväxtart som beskrevs av D. Meyer. Asplenium bechereri ingår i släktet Asplenium och familjen Aspleniaceae. Inga underarter finns listade.